# Шахтахтинская, Адиля Иса Султан кызы
Адиля Иса Султан кызы Шахтахтинская (азерб. Adilə İsasultan qızı Şahtaxtinskaya; 17 апреля 1894, Тифлис — 30 марта 1951, там же) — азербайджанский советский акушер-гинеколог, доктор медицинских наук (1930), профессор (1936). Первая женщина-азербайджанка, ставшая доктором медицинских наук и профессором.

## Биография
Адиля Шахтахтинская родилась 17 апреля 1894 года в городе Тифлис в семье публициста, коллежского советника Иса Султана Шахтахтинского. В 1930 году Шахтахтинская получила степень доктора медицинских наук, а в 1936 году — учёное звание профессора, став тем самым первой женщиной-азербайджанкой, ставшей доктором медицинских наук и профессором.
С 1933 года Шахтахтинская возглавляла кафедру акушерства и гинекологии Азербайджанского государственного медицинского института (ныне Азербайджанский медицинский университет). Адиля Шахтахтинская была одной из первых женщин, заведующих кафедрой в Азербайджане.
Исследование Адили Шахтахтинской были связаны преимущественно с проблемами женской гигиены, воздействию вырезанных плодов на яичники, с эклампсией.
Скончалась Адиля Шахтахтинская 30 марта 1951 года в Тбилиси. Похоронена на старом мусульманском кладбище в Тбилиси (ныне здесь расположен Пантеон выдающихся азербайджанцев на территории Ботанического сада). Её имя выгравировано на памятнике, установленном на территории пантеона.